# Шаришке Соколовце
Шаришке Соколовце (слч. Šarišské Sokolovce) насељено је мјесто са административним статусом сеоске општине (слч. obec) у округу Сабинов, у Прешовском крају, Словачка Република.

## Становништво
| Година:    | 1994. | 2004.   | 2014.   | 2024.    |
| ---------- | ----- | ------- | ------- | -------- |
| Број људи: | 496   | 517     | 558     | 651      |
| Разлика:   |       | +4,23 % | +7,93 % | +16,66 % |

| Година:    | 2023. | 2024.   |
| ---------- | ----- | ------- |
| Број људи: | 626   | 651     |
| Разлика:   |       | +3,99 % |

Према подацима о броју становника из 2011. године насеље је имало 529 становника.